# 궁수자리 키
황도대의 궁수자리에서 궁수자리 키(Chi Sagittarii, Chi Sgr, χ Sgr) 명칭을 공유하는 항성계는 아래처럼 모두 세 개 있다. 이 셋 중 밝은 궁수자리 키1과 궁수자리 키3은 하늘에서 0.56° 떨어져 있다. 이 둘보다 희미한 궁수자리 키2는 둘 사이에 있으며 키1로부터 0.10° 거리에 있으나 너무 어두워 맨눈으로는 볼 수 없다. 1977년 Wow! 신호가 이들 세 별이 위치한 방향 근처에서 왔다.
- 궁수자리 키1, 궁수자리 47, HR 7362
- 궁수자리 키2, 궁수자리 48
- 궁수자리 키3, 궁수자리 49, HR 7363

## 이름과 명명법
궁수자리 키로 불리는 이 세 항성계들은 궁수자리 피, 시그마, 제타, 타우와 함께 '알 나암 알 사디라'(النعم السادرة, '돌아오는 타조들')로 불렸다. 《기술 보고서 33-507 - 이름이 붙은 537개 항성들의 목록》(Technical Memorandum 33-507 - A Reduced Star Catalog Containing 537 Named Stars)에 따르면 '알 나암 알 사디라' 또는 '나말사디라'는 원래 다음 별 넷을 가리키는 말이었다.
- 궁수자리 피: 나말사디라 I
- 궁수자리 타우: 나말사디라 II
- 궁수자리 키1: 나말사디라 III
- 궁수자리 키2: 나말사디라 IV

여기에 궁수자리 시그마와 제타는 포함되지 않았다.
중화권에서 두수의 구(狗, '개')는 궁수자리 키1과 궁수자리 52로 구성되어 있다. 이들 중 키1만을 따로 부르는 명칭은 구2(狗二)이다.